# الحرب الصفاقسية الزيرية
الحرب الصفاقسية الزيرية, هو نزاع حصل بين  صفاقس المتمردة بقيادة حمو بن مليل الطامع في التوسع، في مواجهة تميم بن المعز و دولته الباديسية المنهكة، و قد انتهت هذه الحرب بنصر حاسم لتميم، و قد كانت هذه الحرب من بدايات النزاعات بين بنو هلال و تقديما لسياسة تميم المستقبلية في التعامل مع العرب.

## الخلفية
عند انطلاق الغزو الهلالي، استغل حمو بن مليل البرغواطي الفوضى، فاستقل بمدينة صفاقس بعد أن اغتال واليها و ابن عمه المنصور افرم، و حصلت له بعض المشاكل مع العرب الا انه صالحهم و ضم الكثير منهم إلى صفه، ثم بدأ يجول بأنظاره، و قرر أن يوسع حكمه, و أقر العزم على توسيع ملكه.

## الحرب

### الاستيلاء على بير قشيل
بدأ حمو و قام بالتحالف مع قبائل عدي و الأثبج الهلالية، و زحف بهم إلى المهدية سنة 455هـ / 1063, و استولى على بلدة بير قشيل و استحوذ عليها.

### معركة سلقطة (1063)
لم يتوقف تميم بن المعز متفرجاً، فتحالف هو بدوره مع زغبة و رياح من بنو هلال مشكلا جيشا ضخما يتضمن طبعا قبيلة صنهاجة، و تقدم الجمعان و حصل اللقاء في سلقطة، و انتهت المعركة بانتصار زيري حاسم، و بينما نجا حمو، قُتل أغلب المشاة و الخيالة من الجيش المهزوم، و فر الباقي لصفاقس، و أمسك تميم عن ملاحقتهم.

## العواقب
بعد هذه الحرب، ذهب تميم و استولى على سوسة دون صعوبات، اما حمو ن مليل فقد ضل على صفاقس و لم يتحرك بعدها الى حين.